# Modèles d'alignement IBM
 (signalé en août 2025).
Si vous disposez d'ouvrages ou d'articles de référence ou si vous connaissez des sites web de qualité traitant du thème abordé ici, merci de compléter l'article en donnant les références utiles à sa vérifiabilité et en les liant à la section « Notes et références ».
- Archive Wikiwix
- Bing
- Cairn
- DuckDuckGo
- E. Universalis
- Gallica
- Google
- G. Books
- G. News
- G. Scholar
- Persée
- Qwant
- (zh) Baidu
- (ru) Yandex
- (wd) trouver des œuvres sur Wikidata

 (février 2020).
Les modèles d'alignement IBM sont une suite de modèles de plus en plus complexes utilisés en traduction automatique statistique pour former un modèle de traduction et un modèle d'alignement, en commençant par les probabilités de traduction lexicale et en passant au réordonnancement et à la duplication des mots. Ils sont à la base de la majorité des systèmes de traduction automatique statistique depuis près de vingt ans.